# Ianthocincla konkakinhensis
Ianthocincla konkakinhensis é uma espécie de ave da família Leiothrichidae.
Pode ser encontrada nos seguintes países: Vietname e possivelmente em Laos.
Os seus habitats naturais são: regiões subtropicais ou tropicais húmidas de alta altitude.
Está ameaçada por perda de habitat.